# Valdecorvos
Valdecorvos est un quartier situé dans la partie orientale de la ville de Pontevedra (Espagne). Il s'agit d'un quartier récent à fonction résidentielle.

## Localisation
Le quartier Valdecorvos est situé à l'est de la ville de Pontevedra. Il est limitrophe au nord des quartiers A Seca et Santa Margarita, au sud du quartier situé au bout de la rue Loureiro Crespo et de l'avenue de Lugo, à l'est de l'avenue de Lugo et de la route N-541 et à l'ouest du quartier Castañal.

## Histoire
Le quartier Valdecorvos a été inclus dans le plan local d'urbanisme de la ville de 1989 en tant que zone réservée aux logements subventionnés. Les premières démarches pour son développement remontent à 1992, mais en raison de diverses vicissitudes, le dossier d'urbanisation n'a été repris qu'en 2001. Toutefois, l'aménagement du terrain n'a été concrétisé qu'en janvier 2008, lorsque la modification spécifique du plan d'aménagement urbain a été approuvée, ce qui a débloqué le projet.
Le projet d'urbanisation a finalement été présenté en septembre 2008 par la conseillère chargée du ministère du logement de l'époque, Teresa Táboas, qui prévoyait la construction de plus d'un demi-millier de logements dans le quartier, dont certains étaient des logements sociaux,.
Le développement du quartier a duré 20 mois et s'est achevé en avril 2010. Le premier permis de construire pour les trois premiers bâtiments a été accordé en juin 2010 et le 9 juin 2010, la rue centrale Prado Novo a été ouverte à la circulation des piétons et des véhicules,.
En août 2010, la construction d'un passage souterrain sous la voie ferrée a débuté afin de relier le quartier à l'ouest à la rue José Malvar et au centre-ville. En avril 2011, les travaux d'aménagement de la rue de la Sequiña ont commencé, depuis le nouveau passage souterrain jusqu'à la rue Prado Novo.
Une modernisation complète du parc de Valdecorvos a été achevée en avril 2022.

## Description
Le quartier s'articule autour d'un grand espace vert, le parc de Valdecorvos, au sud duquel coule le ruisseau Valdecorvos. Il s'agit du plus grand parc de l'est de la ville. Outre les arbres, il comprend des chemins piétonniers et un pont en bois pour traverser le ruisseau Valdecorvos, une passerelle sur pilotis pour le relier au secteur du Costado et des escaliers en bois vers la rue Prado Novo. Il dispose d'un point de vue dans la partie nord avec des vues sur l'est de la ville. Il y a une chênaie et le point de vue est conçu comme une aire de repos avec du mobilier urbain. En plus de ce parc, il existe des jardins liés à chaque bloc d'immeubles et, à l'est du quartier, le parc As Regas.
Valdecorvos possède une rue principale semi-circulaire de 22 mètres de large, la rue Prado Novo, et dispose de 375 places de stationnement en surface. Cette rue est reliée à l'Avenue de Lugo et à la route d'Ourense par un rond-point et une voie d'entrée et de sortie. Depuis la rue centrale Prado Novo, il y a également trois embranchements intérieurs qui se terminent par des ronds-points, et une rue à l'ouest qui rejoint directement la rue José Malvar, la rue Sequiña, qui comprend un passage souterrain sous la voie ferrée.
Le quartier est dominé au nord par le domaine des Pita, une propriété déclarée comme singulière, qui compte plusieurs arbres centenaires, dont une collection de camélias.

## Galerie

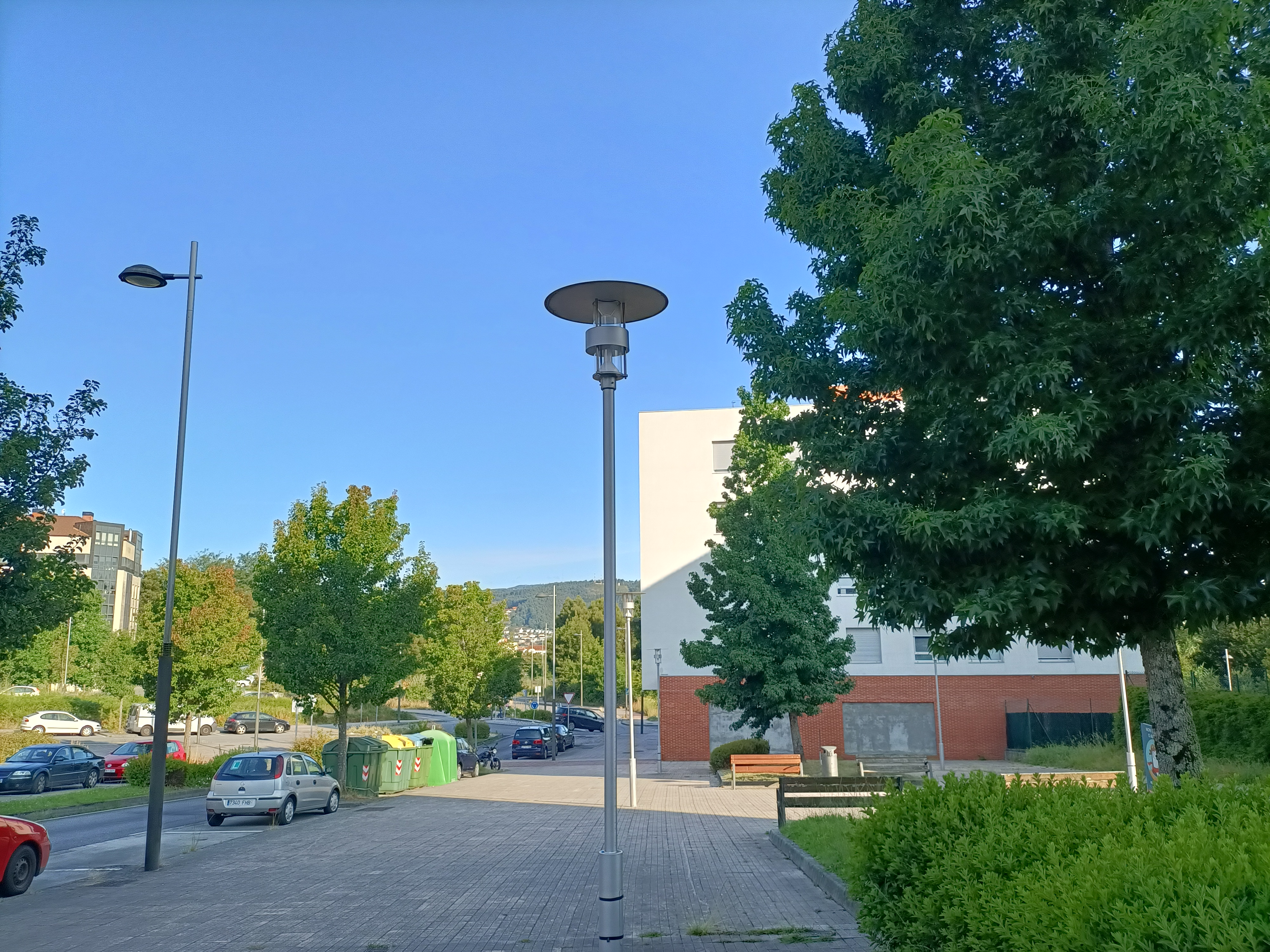
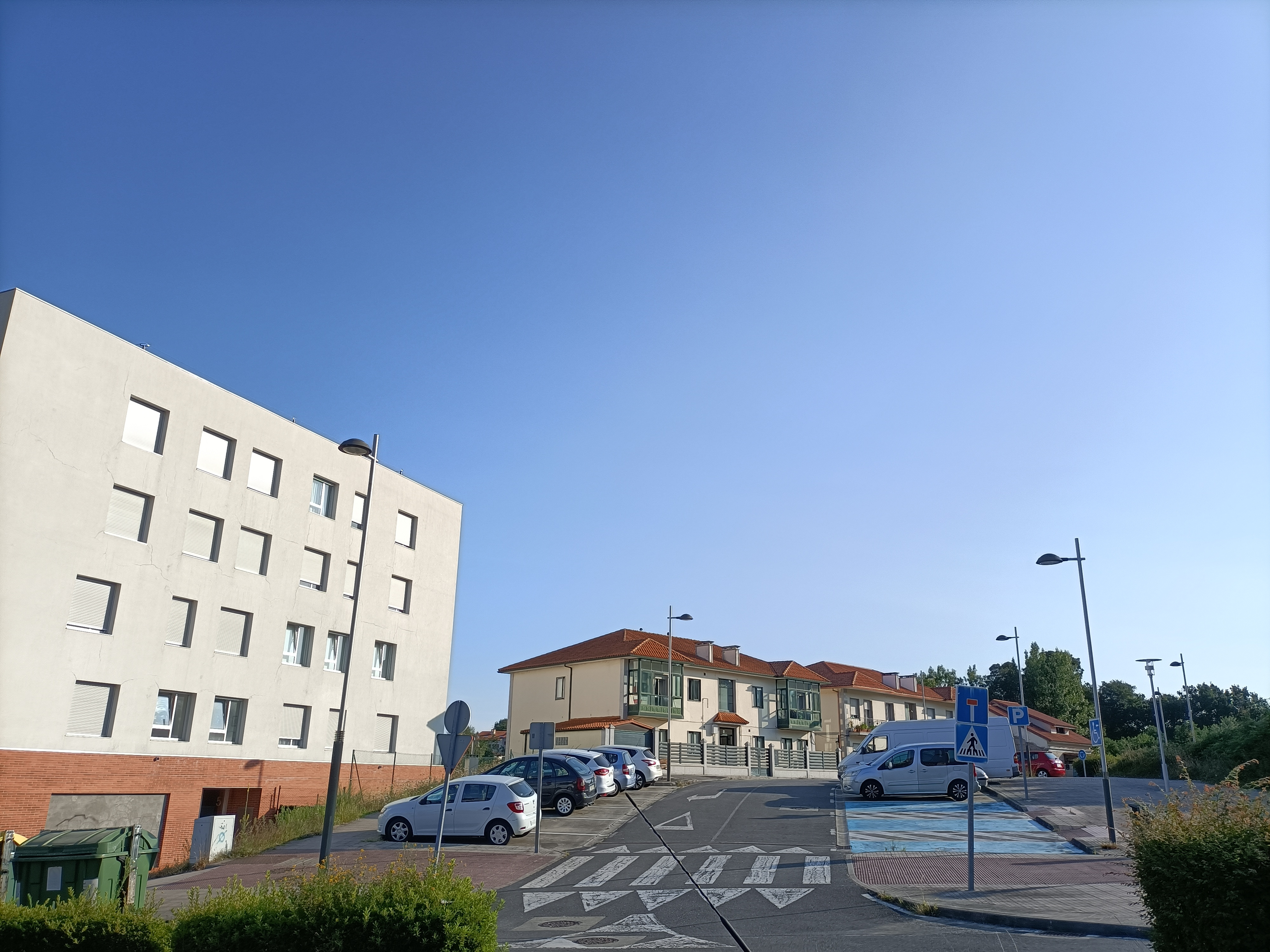
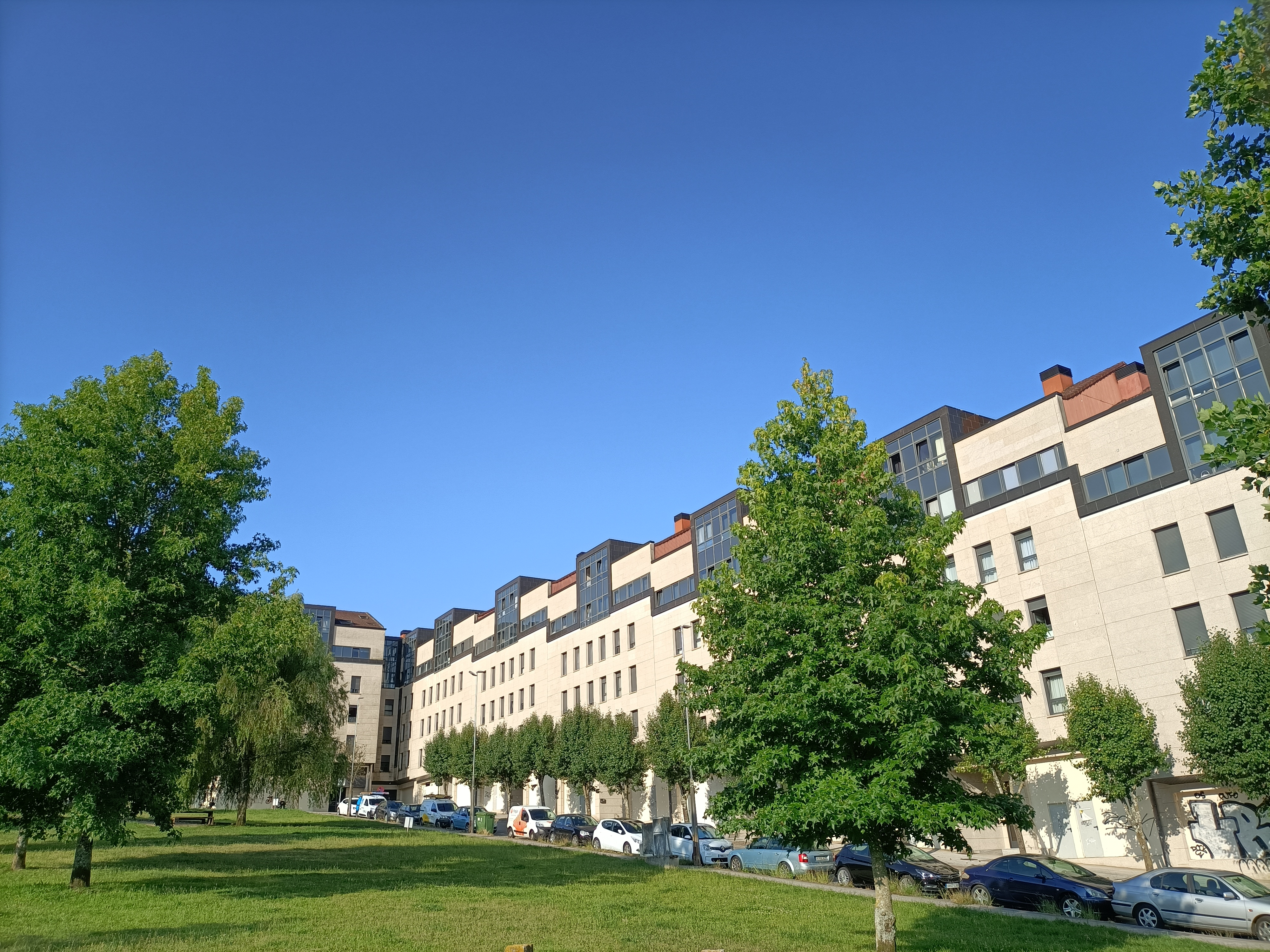
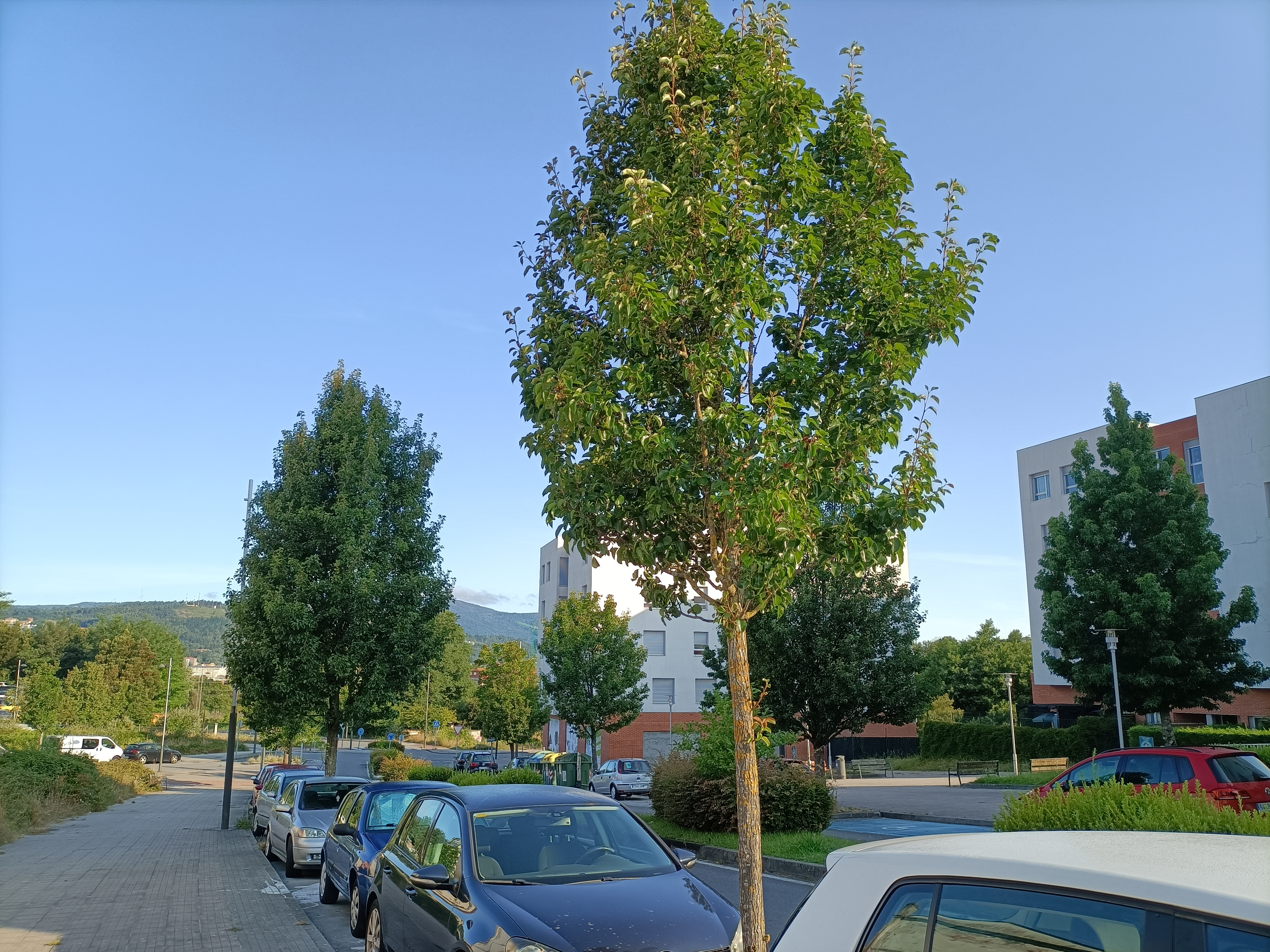
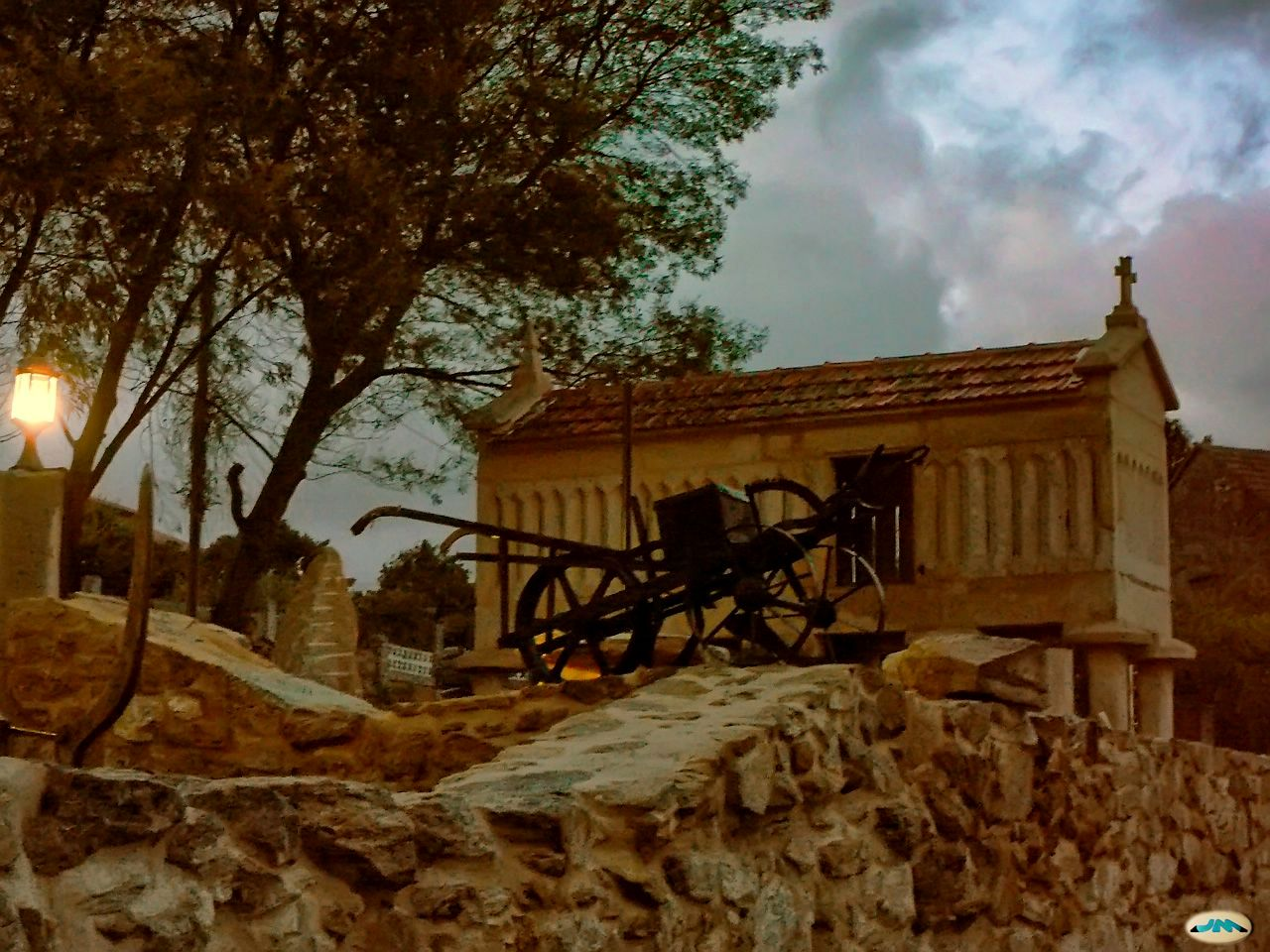
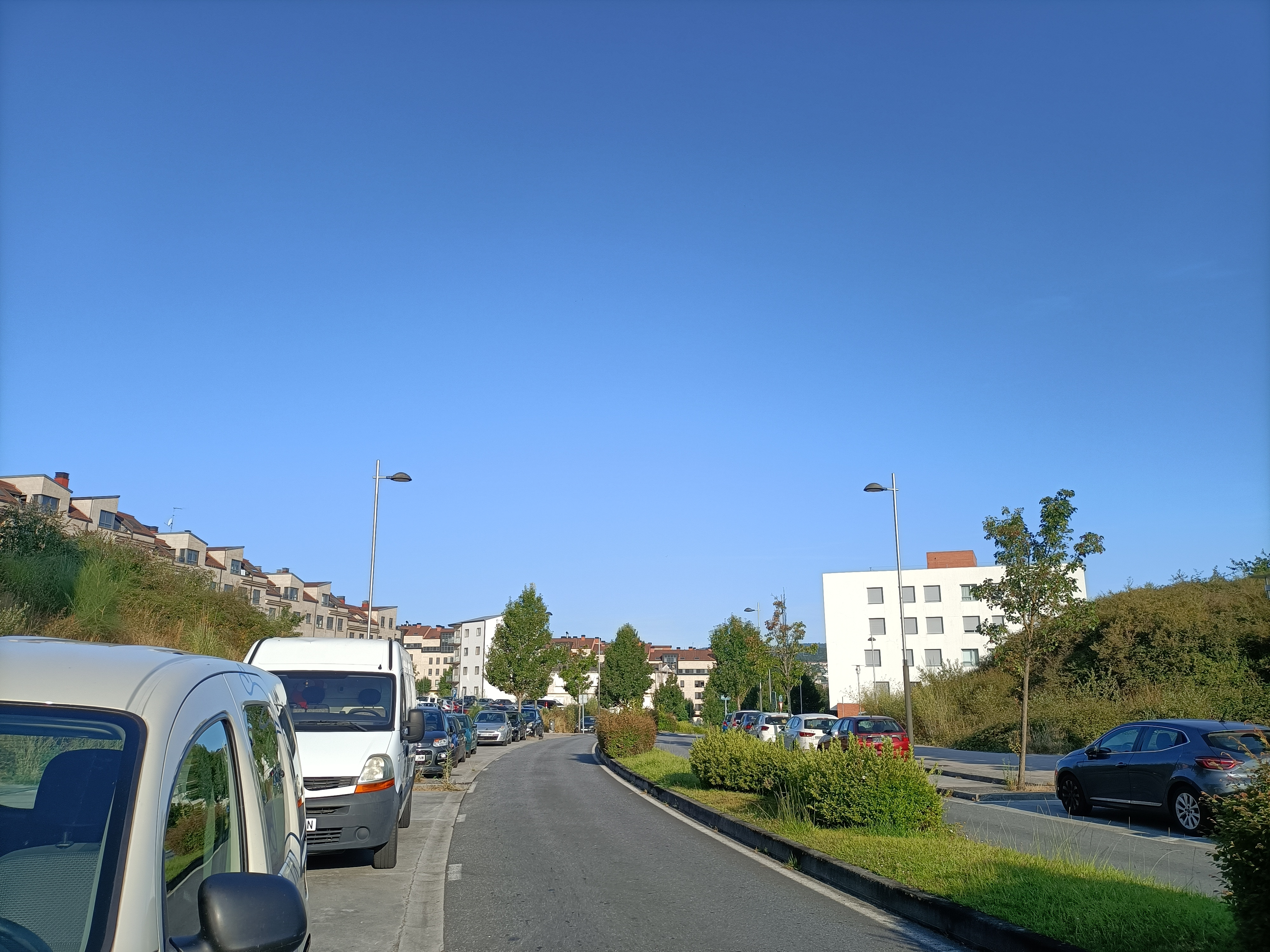
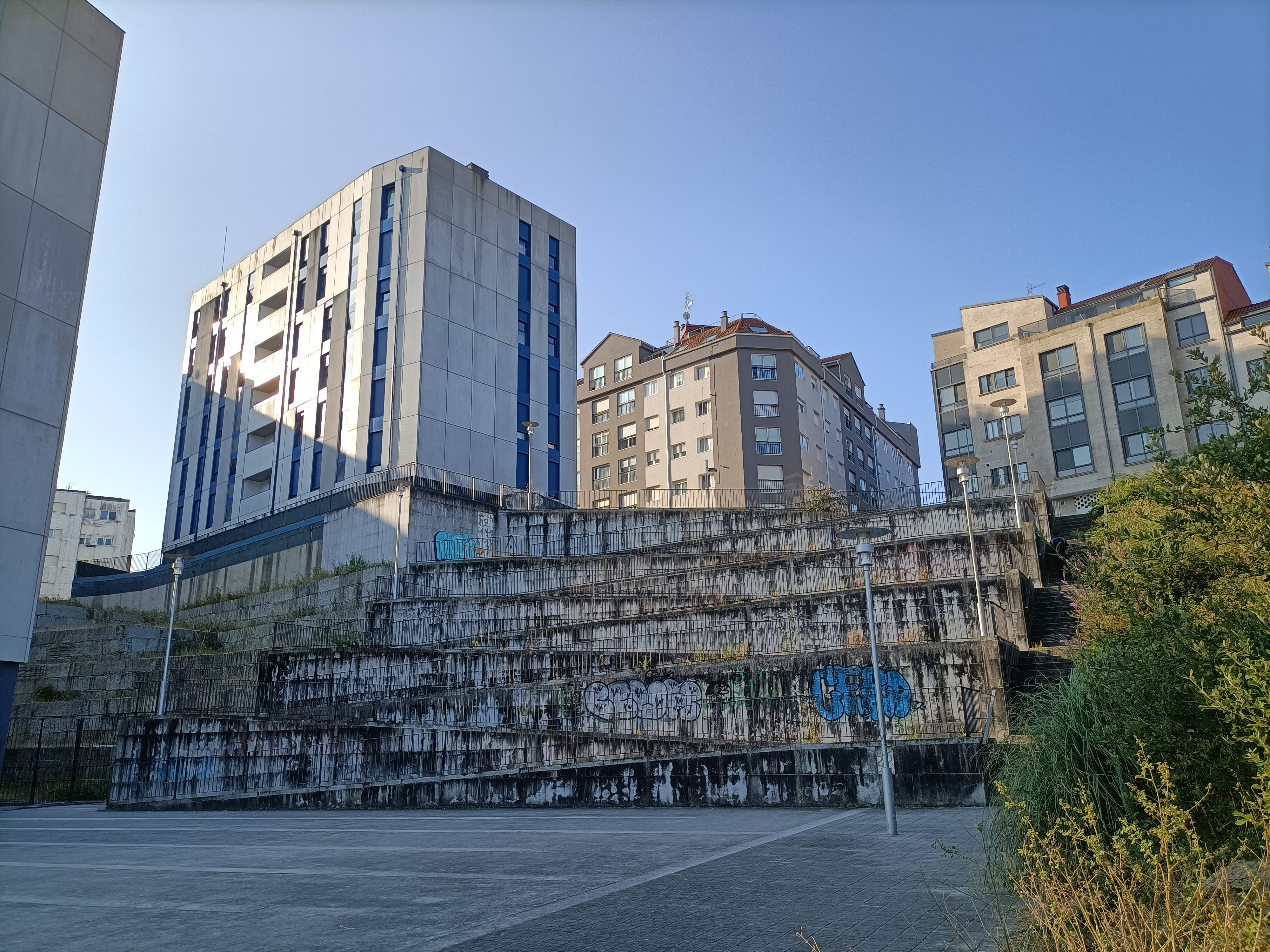
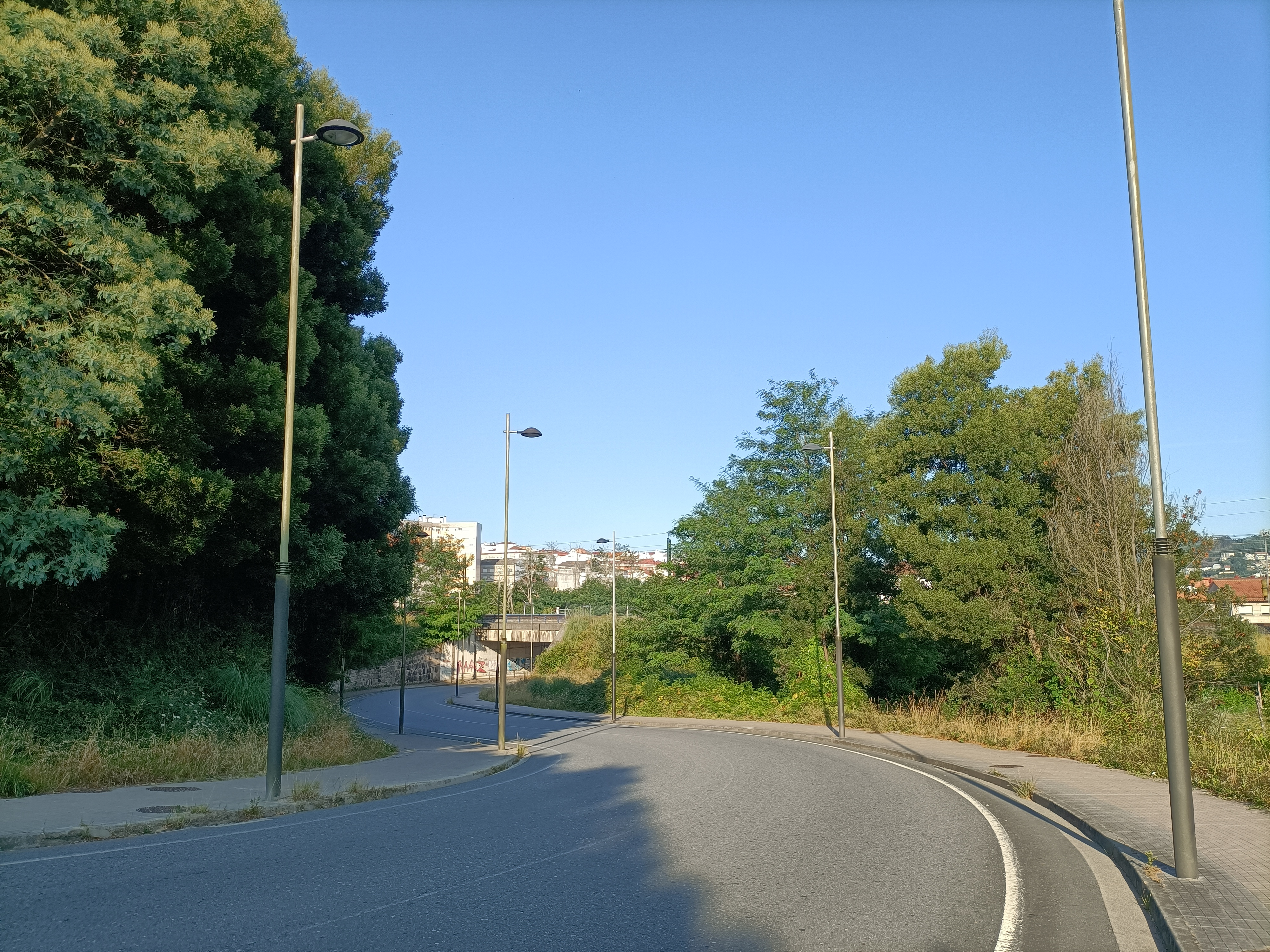
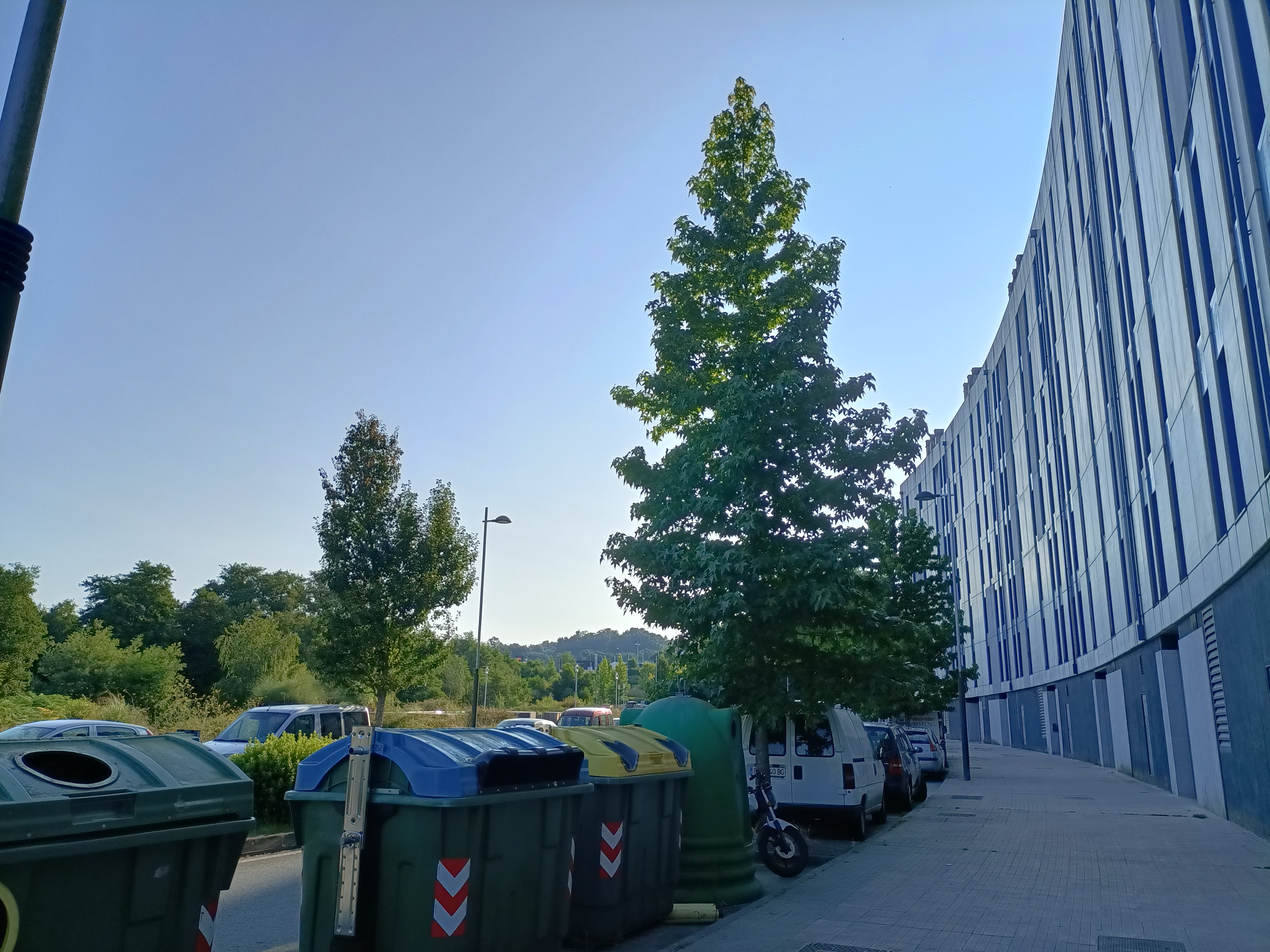
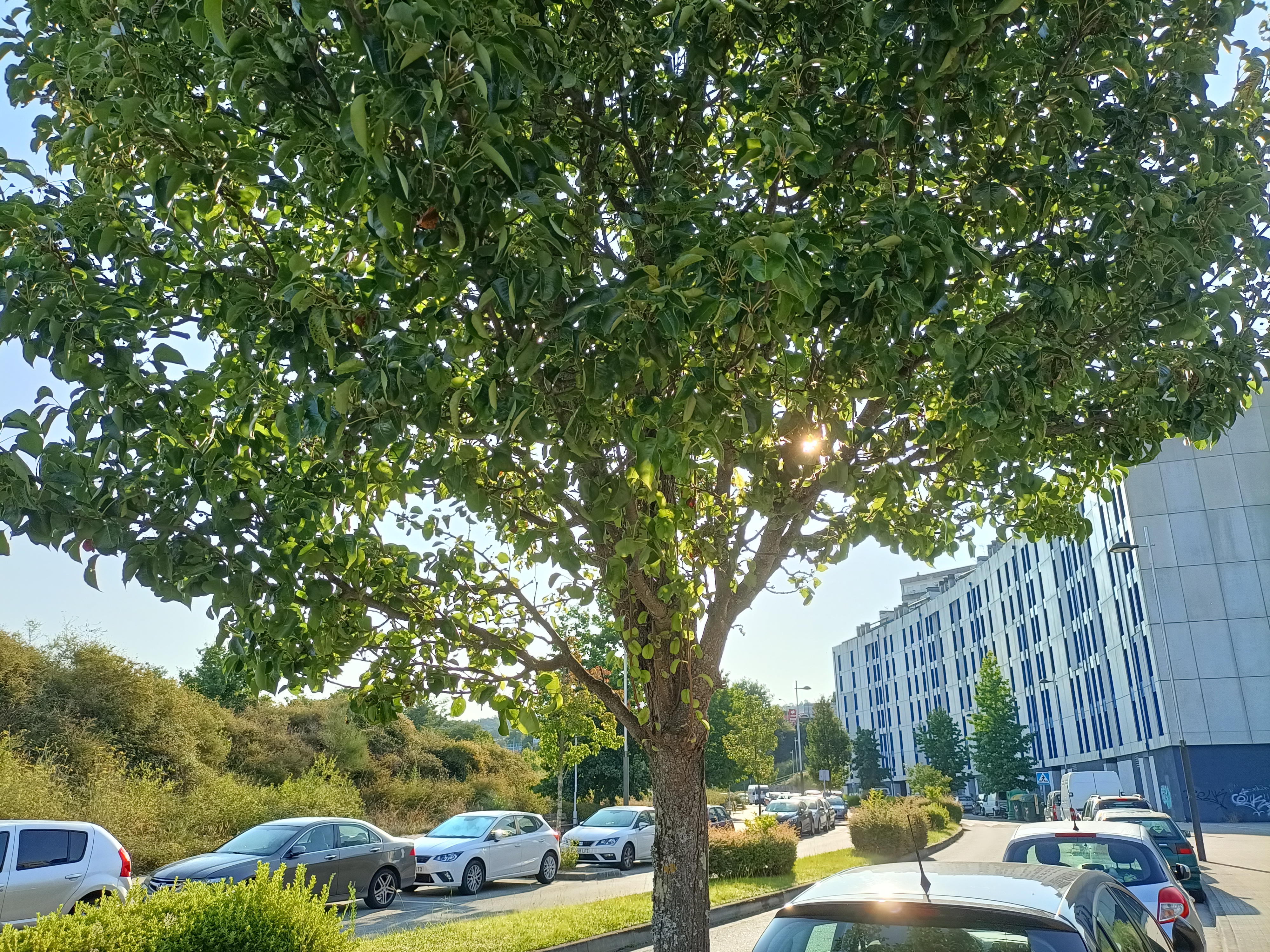
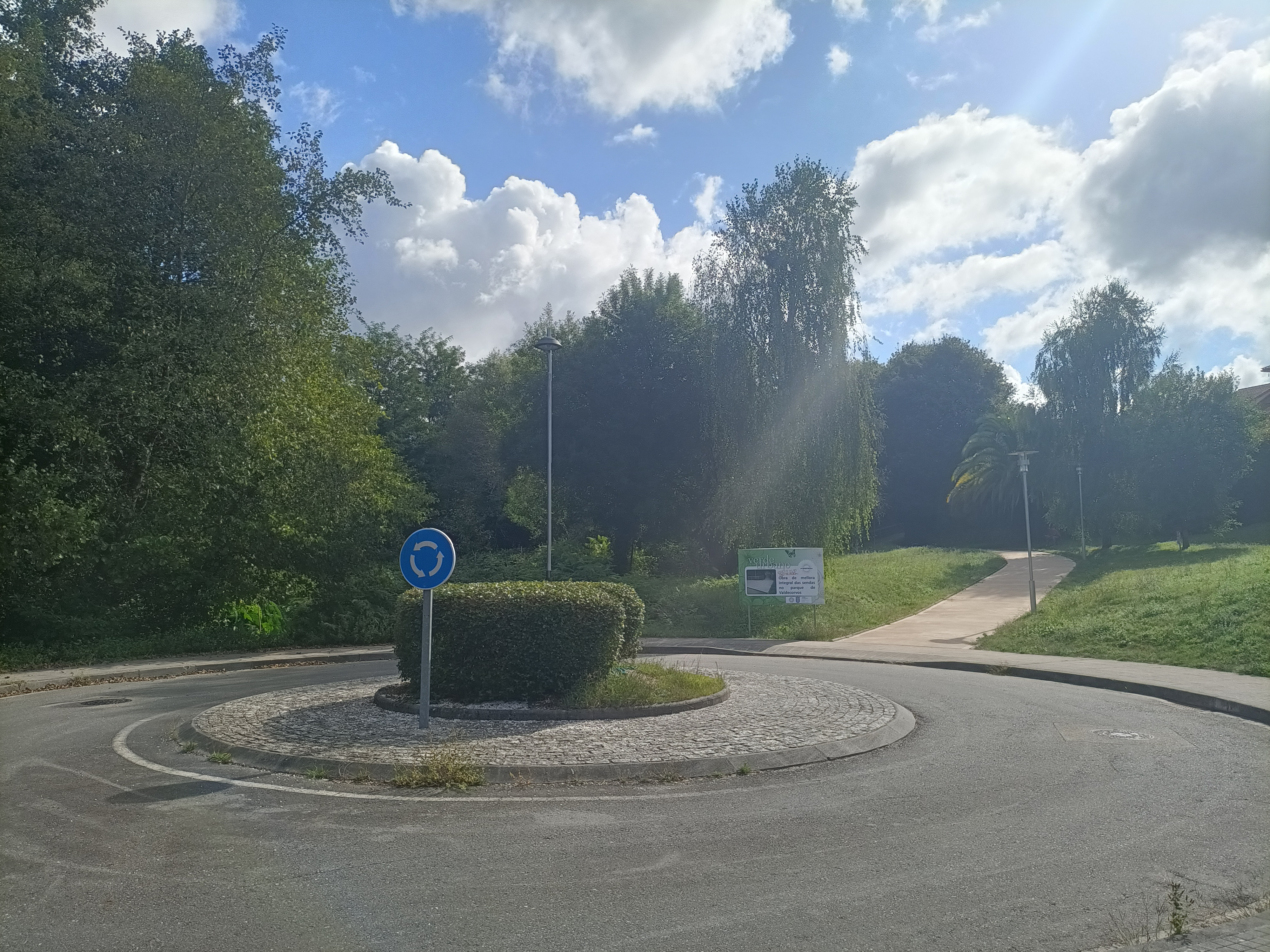
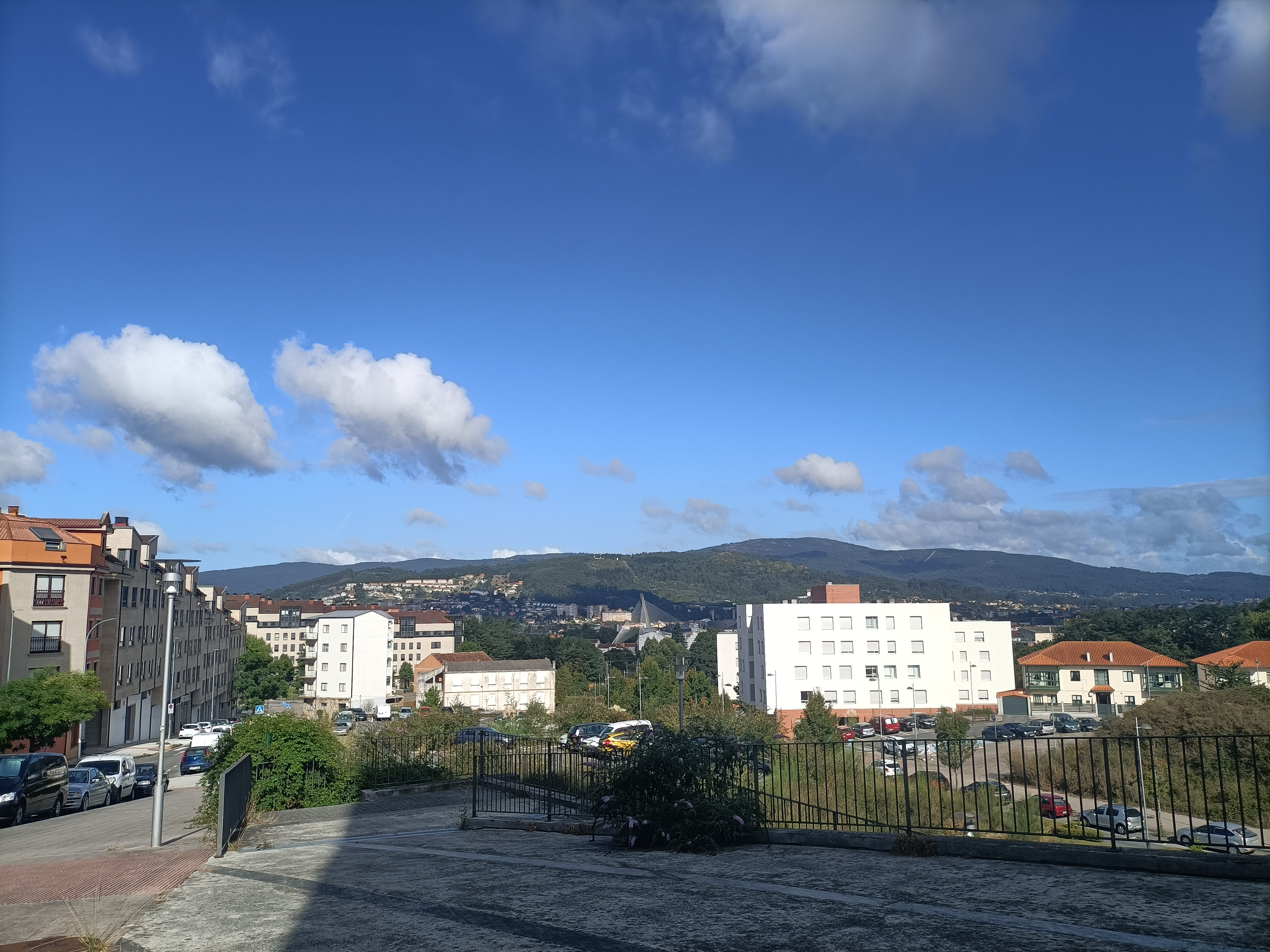